# Donji Lučani
Donji Lučani – wieś w Bośni i Hercegowinie, w Federacji Bośni i Hercegowiny, w kantonie zenicko-dobojskim, w gminie Kakanj. W 2013 roku pozostawała niezamieszkana.